# シュコダ22Tr
シュコダ22Tr（チェコ語: Škoda 22Tr）は、チェコのシュコダ（シュコダ・オストロフ）が開発・製造したトロリーバス車両。バリアフリーに適した連節式ノンステップ車両である。

## 概要
1990年代以降、シュコダはオストロフの工場でノンステップトロリーバスの生産を実施していた。そのうち、中央部に幌で覆われた関節構造を有する連節バスとして開発されたのがシュコダ22Trである。主要な構造は2軸バスのシュコダ21Trを基にしており、床上高さは低床部分が340 mm、車体後方の高床部分は560 mmである。主電動機として直流電動機（132 kW）が1車両につき2基搭載されている。

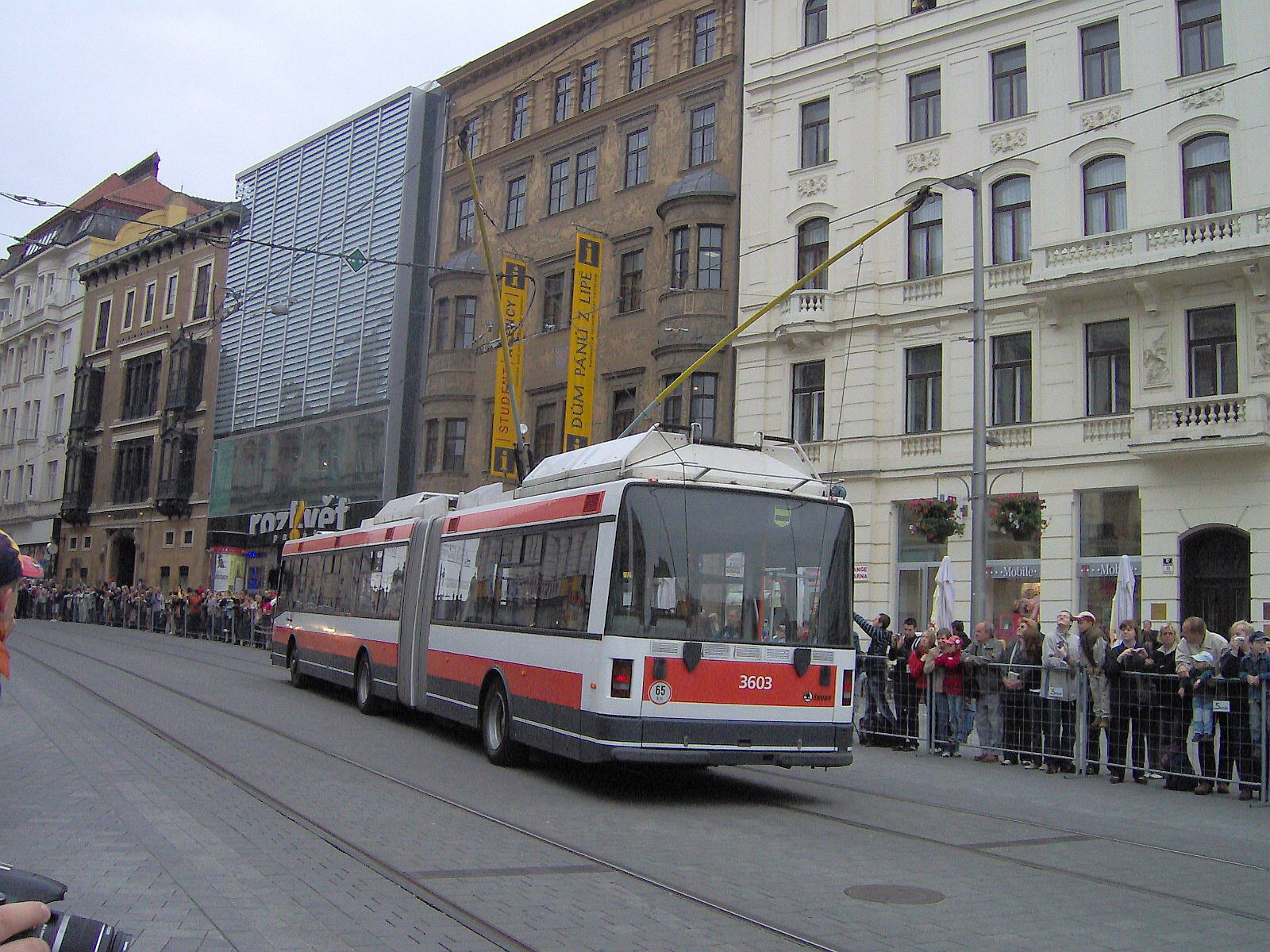
後方（ブルノ）
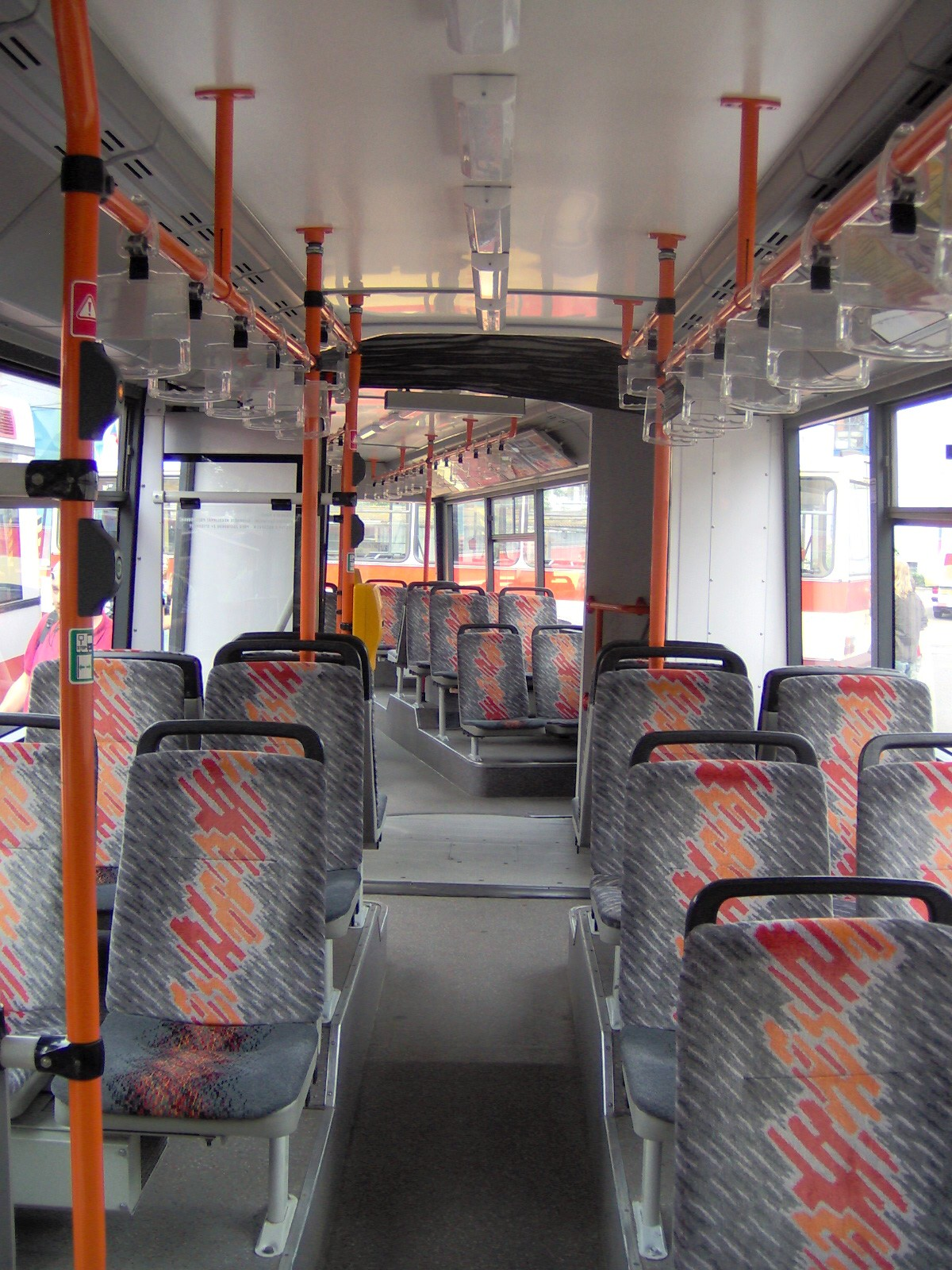
車内（ブルノ）

試作車は1993年と1994年に1両ずつ製造され、そのうち前者にはドイツ・AEG製の、後者にはシュコダ製の主電動機が設置されており、前者にはシュコダ22TrG（Škoda 22TrG）という形式名が付けられていた。また、これらの車両はシュコダが製造した初のノンステップトロリーバス車両となった。その後、1993年製の試作車（シュコダ22TrG）は故障が頻発した結果1995年にオストロフ工場に返却され、2004年には保存協会によって買収されたものの最終的に部品取りに使用された後、2012年に解体された。一方、1994年製の試作車については各都市で試運転が実施された後、2000年以降はウースチー・ナド・ラベム（ウースチー・ナド・ラベム・トロリーバス）で営業運転に使用されている。

1993年製の試作車（シュコダ22TrG）
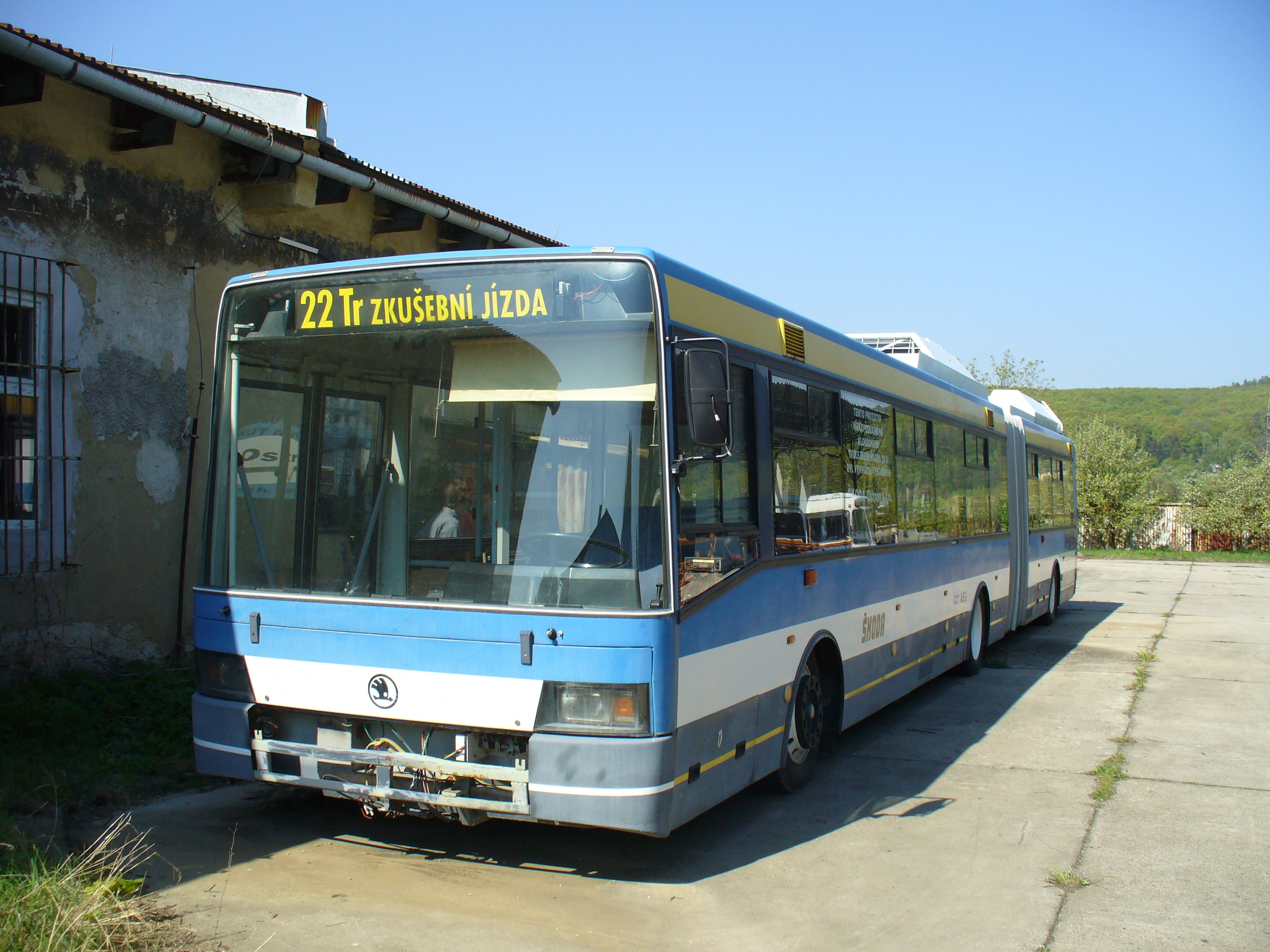
前方（2009年撮影）
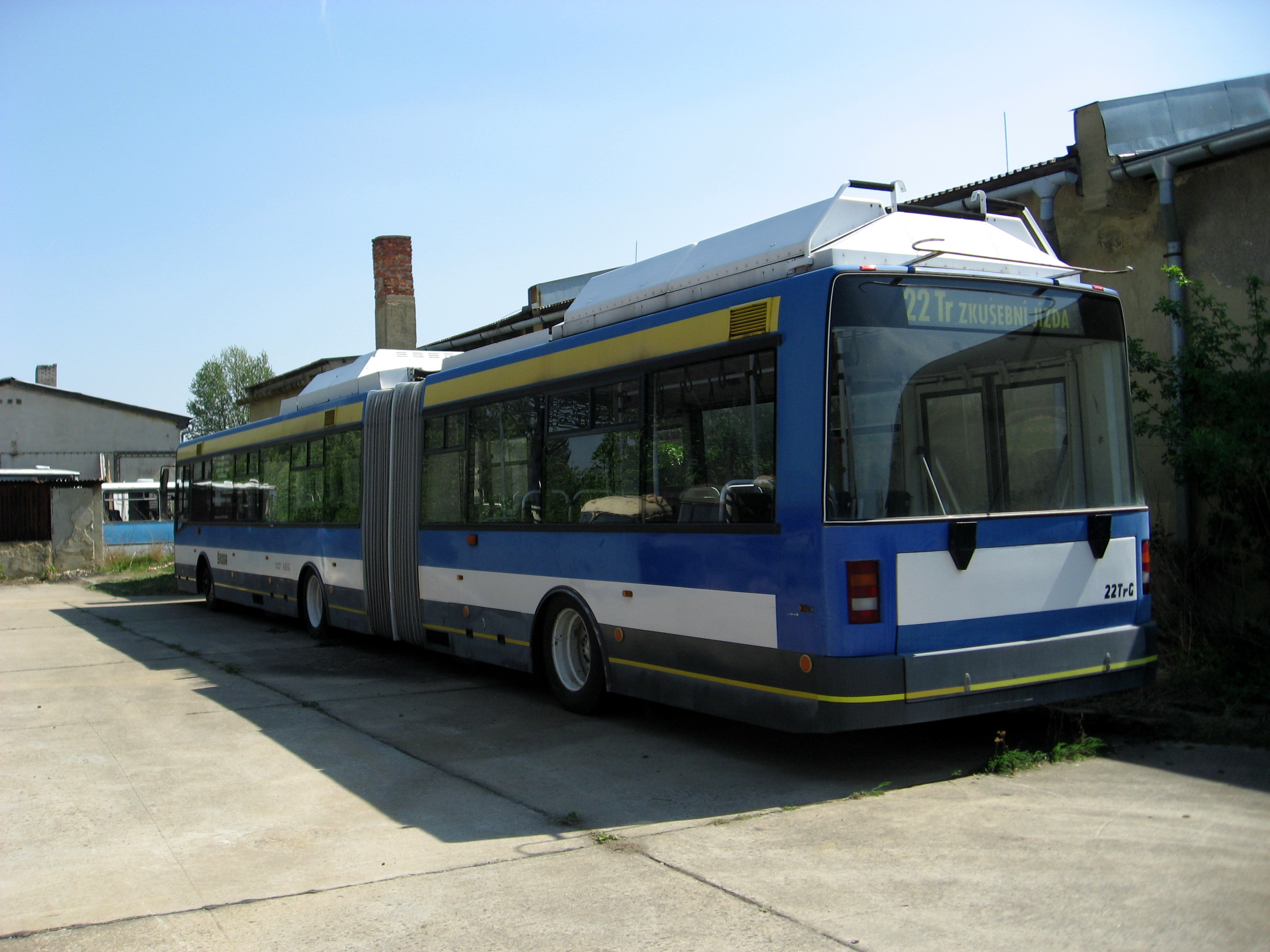
後方（2009年撮影）
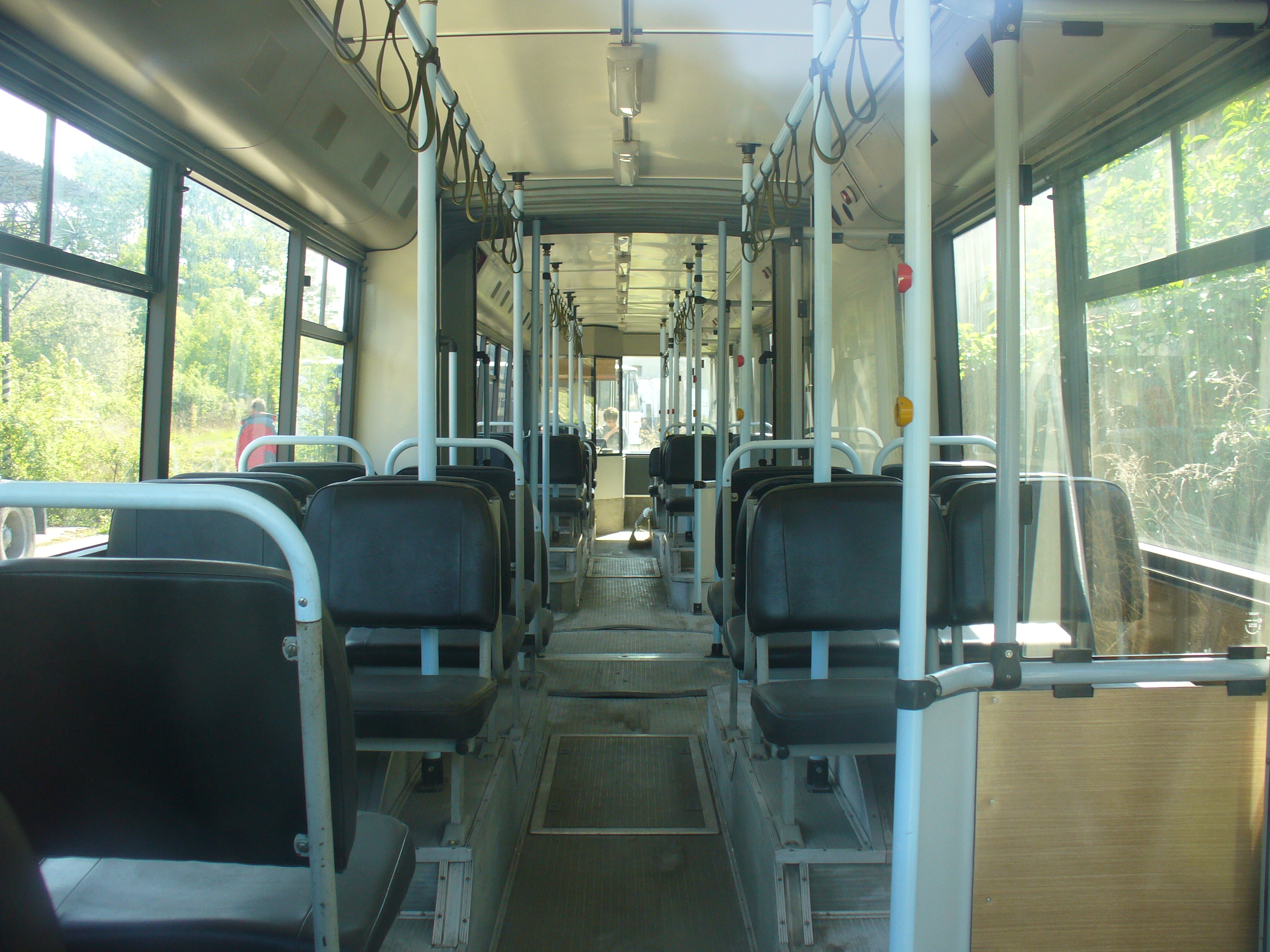
車内（2009年撮影）

これらの試作車両の成果を受けた量産車は2002年以降製造が行われ、オストロフ工場でのトロリーバス生産が終了する2004年までにブルノ（ブルノ・トロリーバス）に8両、ウースチー・ナド・ラベムに2両が導入された。その後、ブルノ向け車両は2022年以降廃車が行われ、動態保存用に残される1両（3601）を除いて2023年1月22日に実施されたさよなら運転をもって運行を終了した。ウースチー・ナド・ラベム向けの2両についても営業運転から離脱しており、同年時点で現役の車両は前述したウースチー・ナド・ラベム・トロリーバスに在籍する試作車1両のみとなっている。

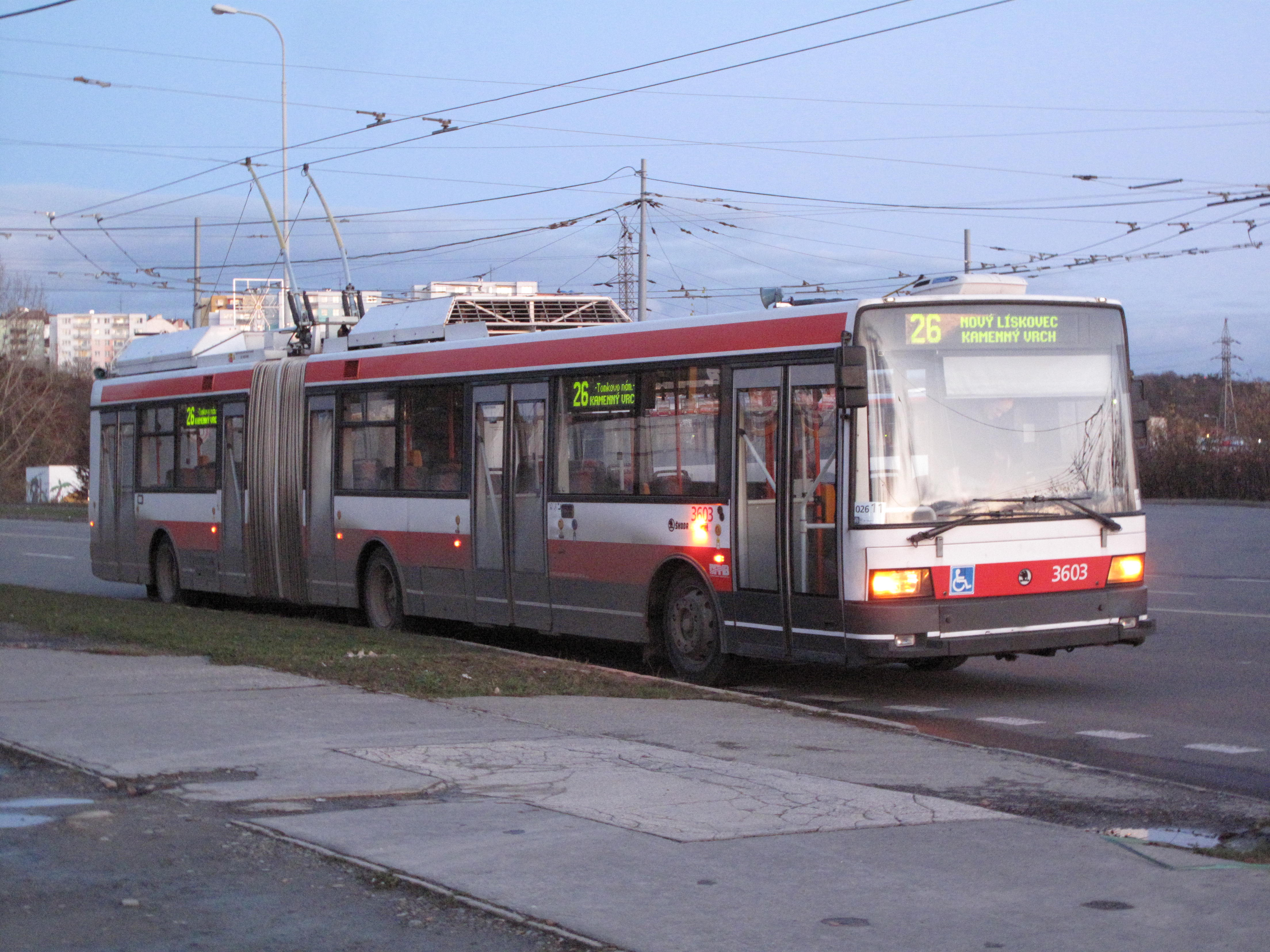
量産車（ブルノ、2009年撮影）
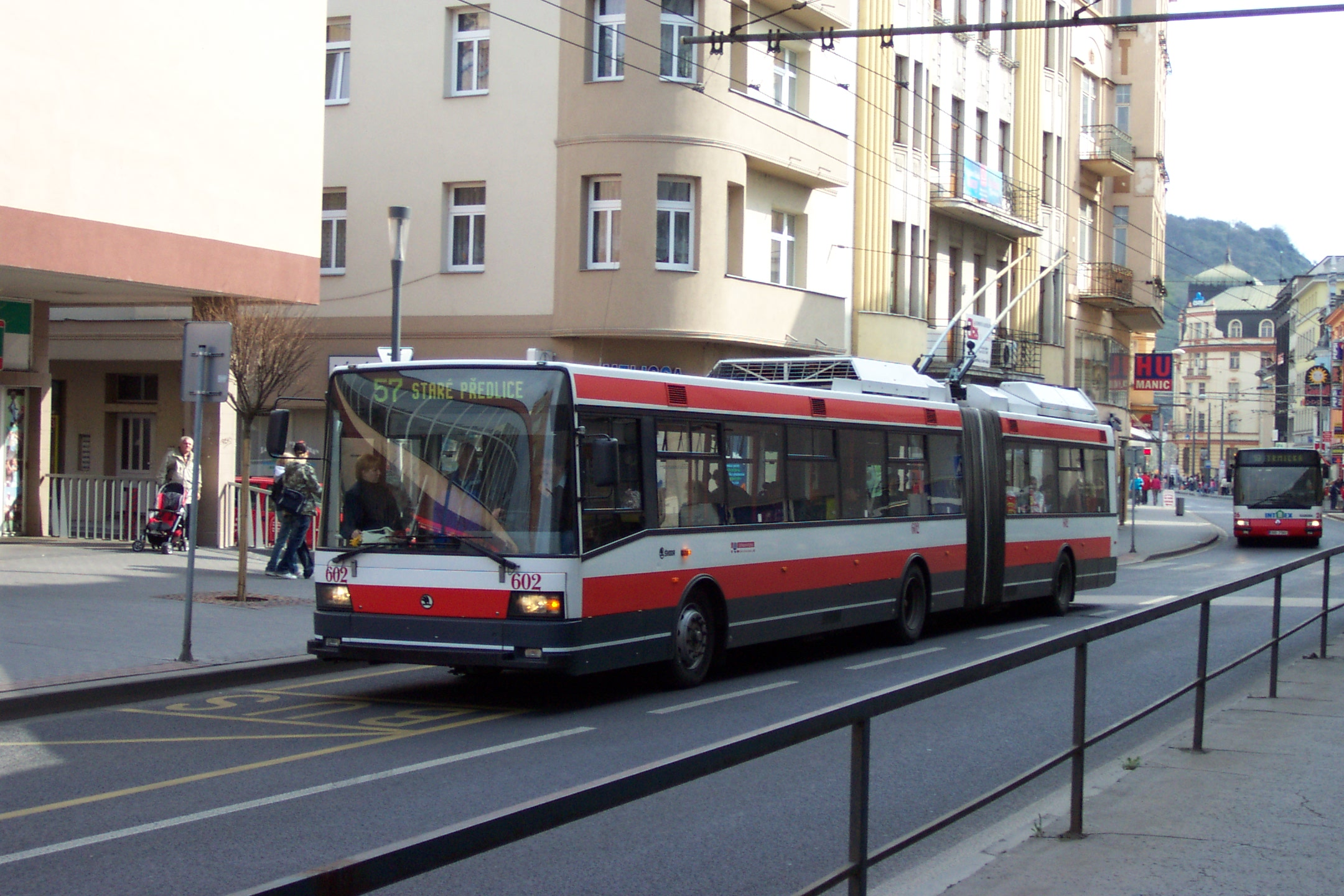
量産車（ウースチー・ナド・ラベム、2007年撮影）

## 発展車両

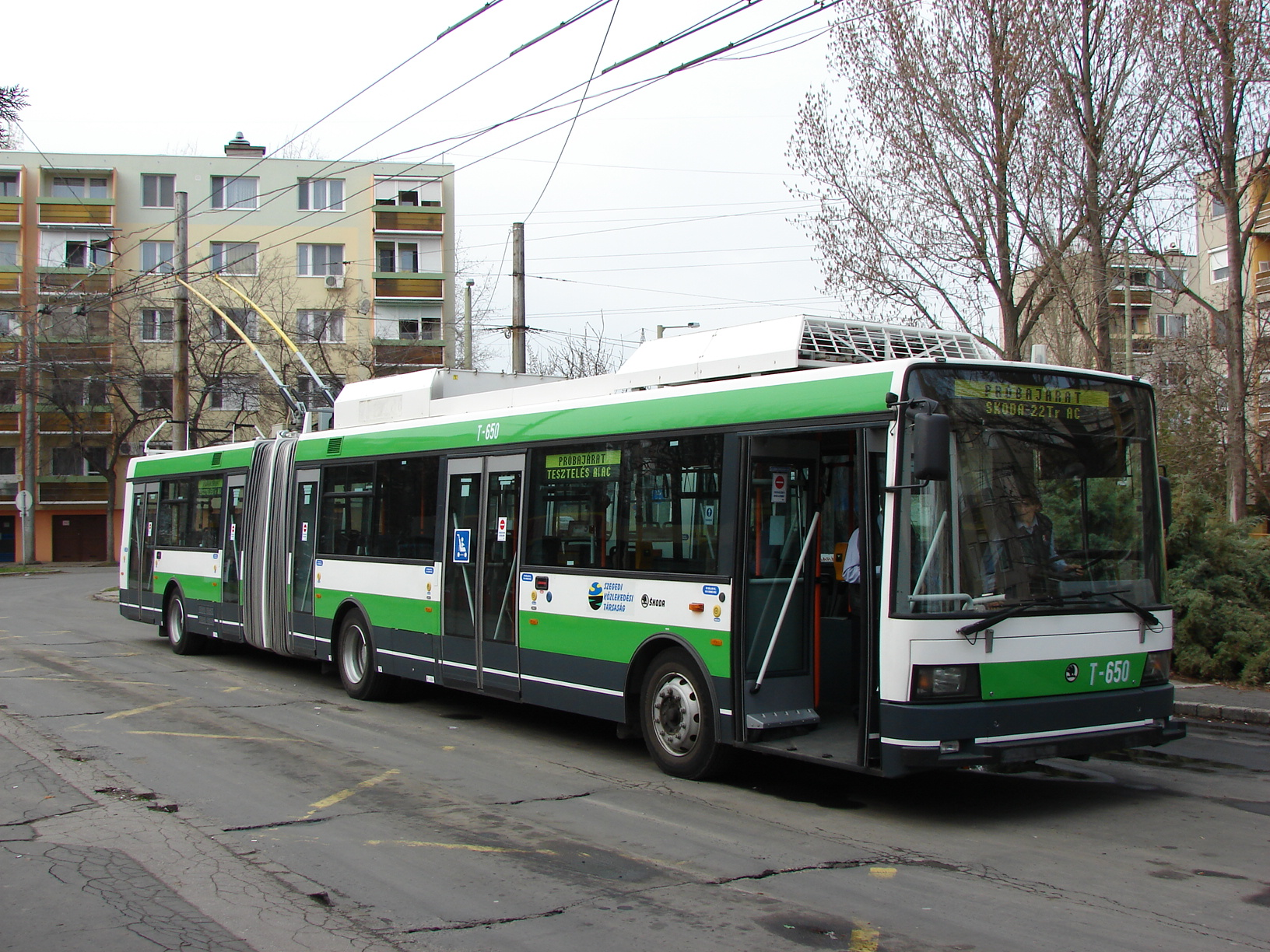
シュコダ22TrAC（2008年撮影）

- シュコダ22TrAC - 主電動機を誘導電動機（240 kW、1基搭載）に変更した車両。2003年に1両が製造された試作車は2006年以降ハンガリーのセゲド（セゲド・トロリーバス（ハンガリー語版））で使用されたが、電気機器の故障に伴い2015年に運用を離脱し、2020年に解体された[1]。

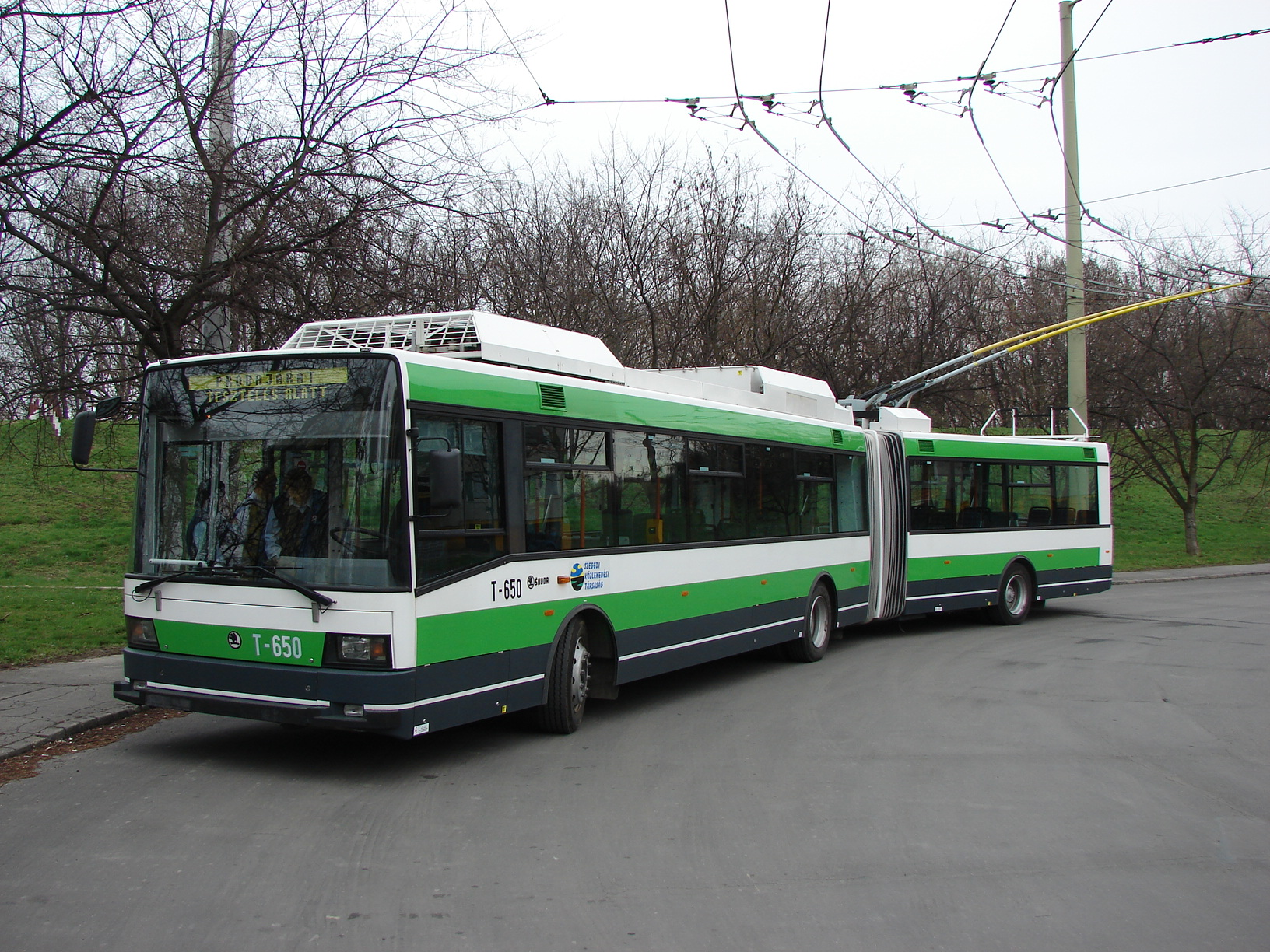
車体左側に乗降扉は存在しない（2008年撮影）
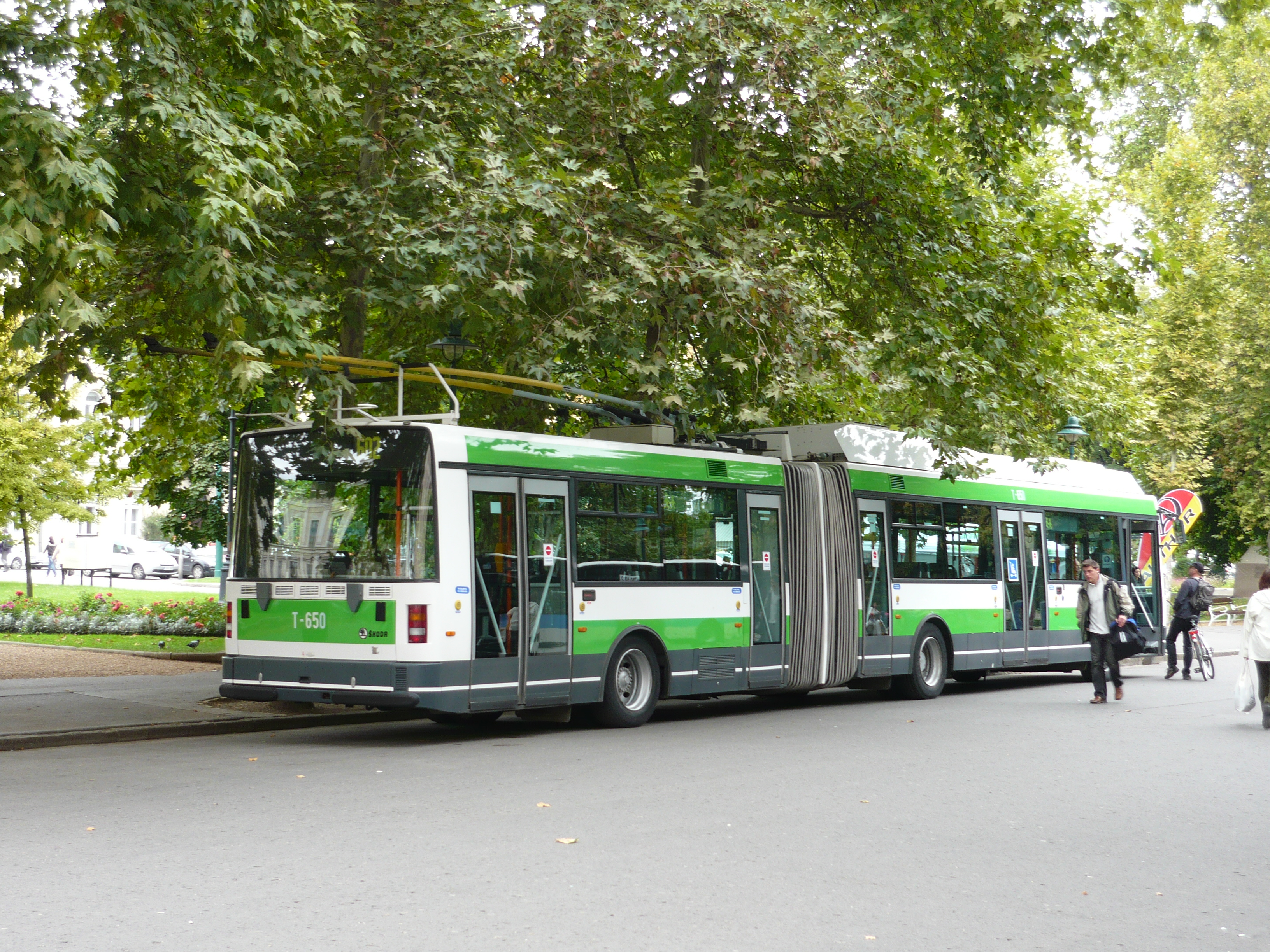
後方（2008年撮影）